# Gracie Elvin
Gracie Elvin (Canberra, 31 oktober 1988) is een Australische voormalig wielrenster. Zij reed van 2013 tot en met 2020 bij de Australische wielerploeg Orica-AIS, die vanaf 2018 Mitchelton-Scott heet. Elvin won tweemaal het nationaal kampioenschap op de weg. Ook boekte ze successen in de Vlaamse voorjaarskoersen. Zo won ze tweemaal Gooik-Geraardsbergen-Gooik en werd ze in 2017 tweede in de Ronde van Vlaanderen en Dwars door Vlaanderen. In 2016 werd ze tweede in de Ronde van Drenthe.

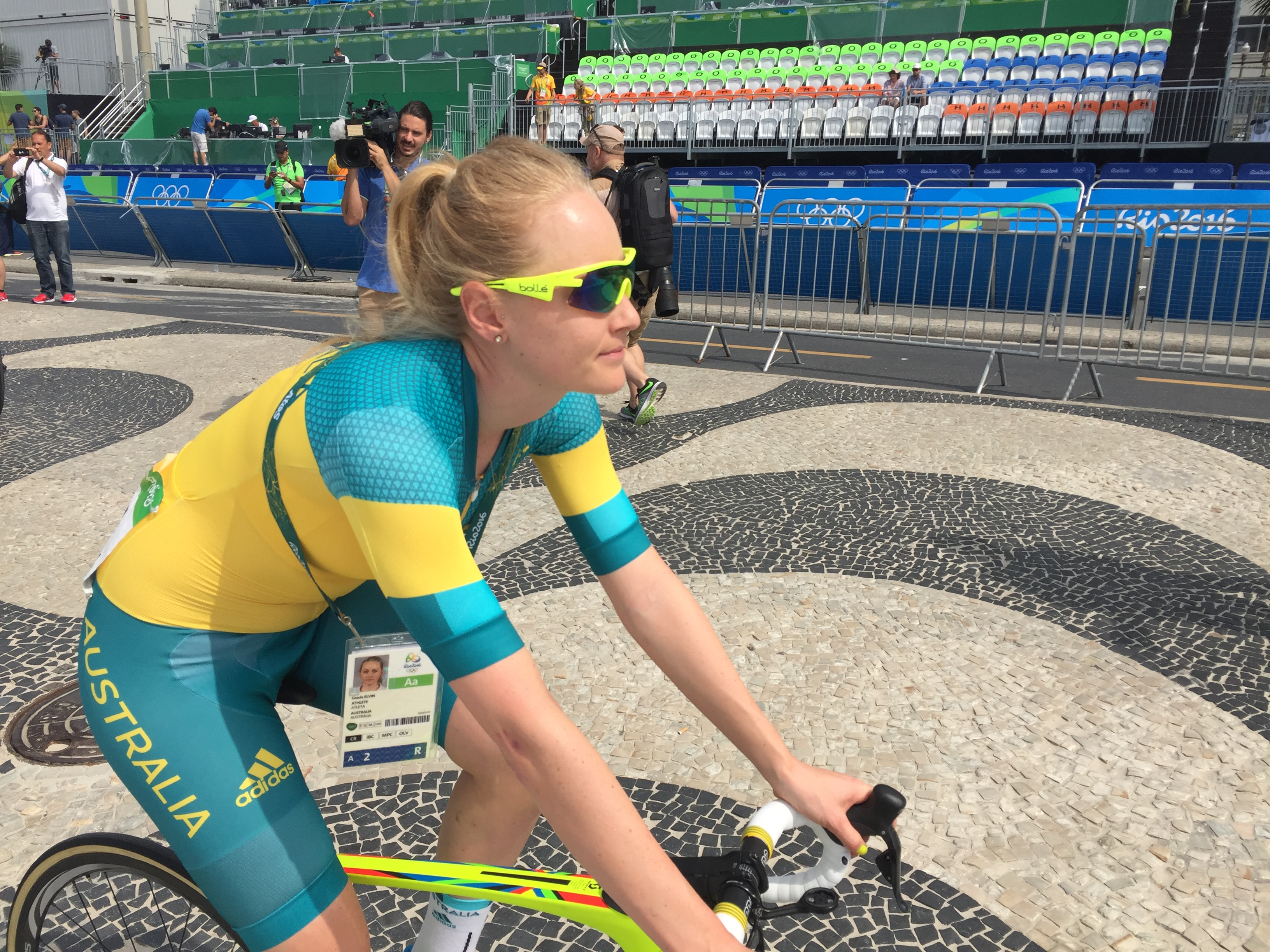
Voor de olympische wegrit in Rio 2016.

Elvin werd namens Australië 49e in de wegrit op de Olympische Zomerspelen 2016 in Rio de Janeiro. In oktober 2020 maakte ze bekend te stoppen als wielrenster.

## Palmares

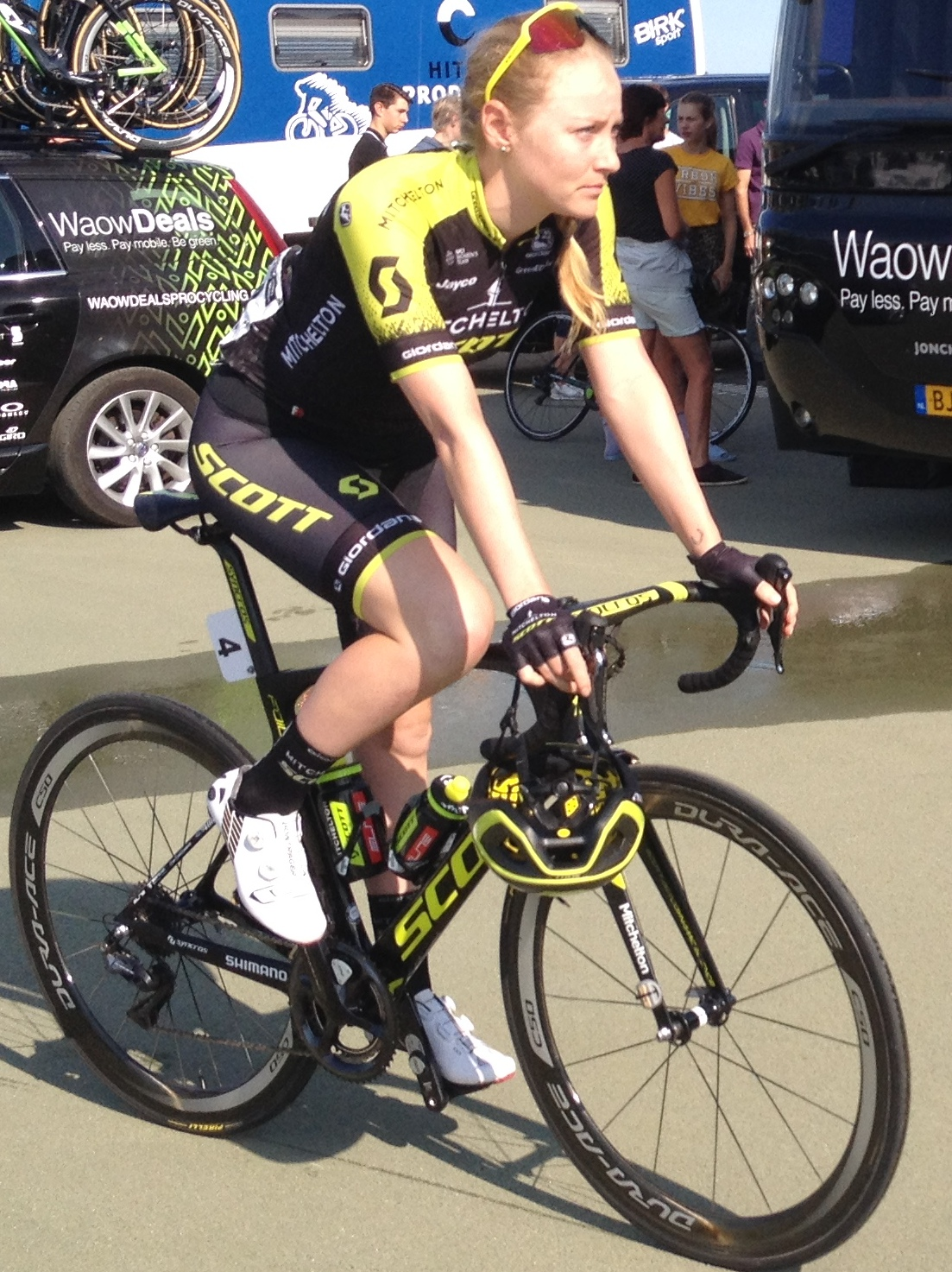
Elvin in de Boels Ladies Tour 2018.

2013
 Australisch kampioenschap op de weg
2014
 Australisch kampioenschap op de weg
2015
Gooik-Geraardsbergen-Gooik
Etappe 3B Thüringen Rundfahrt
Etappe 2 Mitchelton Bay Cycling Classic
2016
Gooik-Geraardsbergen-Gooik
Etappe 1 en eindklassement Mitchelton Bay Cycling Classic
2e in Ronde van Drenthe
Bay Cycling Classic
2017
2e in Ronde van Vlaanderen
2e in Dwars door Vlaanderen
2018
2e in Gooik-Geraardsbergen-Gooik

### Klassiekers en WK
| Jaar | Gent-Wevelgem | Ronde van Vlaanderen | Amstel Gold Race | Luik-Bast.‑Luik | Ronde van Drenthe | Gooik-Geraardsbergen-Gooik | Dwars door Vlaanderen |  | WK op de weg |  | Wereldranglijsten |
| ---- | ------------- | -------------------- | ---------------- | --------------- | ----------------- | -------------------------- | --------------------- |  | ------------ |  | ----------------- |
| 2012 |               |                      |                  |                 |                   | 6e                         |                       |  | 72e          |  | 57e (UWT)         |
| 2013 |               | 39e                  |                  |                 | 38e               | 36e                        |                       |  | opgave       |  | 56e (UWT)         |
| 2014 |               | 63e                  |                  |                 | opgave            |                            |                       |  |              |  | 150e (UWT)        |
| 2015 |               | 31e                  |                  |                 | 16e               | Goud                       |                       |  | 60e          |  | 66e (UWT)         |
| 2016 | 19e           | 11e                  |                  |                 | ↑                 | Goud                       |                       |  | 92e          |  | 40e (UWT)         |
| 2017 | 11e           | ↑                    | opgave           | 89e             | 21e               | 9e                         | ↑                     |  |              |  |                   |
| 2018 | 30e           | opgave               |                  |                 | 43e               | Zilver                     | 65e                   |  |              |  |                   |
| 2019 | 33e           | 13e                  | opgave           |                 | 43e               |                            | 11e                   |  |              |  |                   |
| 2020 | 65e           | opgave               |                  |                 |                   |                            |                       |  |              |  |                   |